# Dominick Reyes
Dominick Vincent Reyes, född 26 december 1989 i Hesperia, är en amerikansk MMA-utövare som sedan 2017 tävlar i organisationen Ultimate Fighting Championship.